# NK News
NK News是美国一個專門報道朝鲜民主主义人民共和国新闻和提供朝鮮局勢分析的網站，于2011年開通，总部位于首爾特別市，並在华盛顿哥伦比亚特区和伦敦设有记者。該網站的报道來自於朝鮮境內消息来源、從朝鲜返回的西方游客、朝鲜中央通讯社的公開消息、对脱北者的采访以及非政府组织和西方政府发布的报告。该网站的创始人兼董事总经理是德國馬歇爾基金會的前雇员Chad O'Carroll，他曾为每日电讯报撰写有关朝鲜以及朝鲜问题的文章。

## 常规功能
- 问朝鲜人：一个论坛，读者可以提交有关朝鲜日常生活的问题，由四名脱北者组成的小组回答。报道张成泽被处决的专栏[4]受到了特别的关注。
- 专家调查：由朝鲜政治、经济和历史方面的韩国和西方专家回答一份问卷，涵盖朝鲜现状和未来前景的各个方面[5]。
- 脱北者调查：询问各种脱北者在朝鲜境内的日常生活，以及他们对朝鲜旅游、外国援助以及脱北者离开后最怀念的事情等主题的看法[6]。